# Pyrrholaemus
Pyrrholaemus är ett släkte i familjen taggnäbbar inom ordningen tättingar. Släktet omfattar endast två arter som förekommer i Australien:
- Rödstrupig busksmyg (P. brunneus)
- Strimmig busksmyg (P. sagittatus)